# Navy Seals (jeu vidéo)
Pour la force spéciale de la marine de guerre des États-Unis, voir SEAL.
Pour les articles homonymes, voir Seal (homonymie).
Navy Seals est un jeu vidéo d'action développé et édité par Ocean Software en 1990. Le jeu est disponible sur Amiga, Amstrad CPC, Atari ST, Commodore 64, Game Boy, GX-4000 et ZX Spectrum.
Le jeu est basé sur le film Navy Seals, les meilleurs (1990) de Lewis Teague.

## Système de jeu
Le jeu est à la fois un jeu de plateforme mais aussi un jeu de tir vu de côté. Dans ce jeu vous incarnez un américain essayant de débusquer une base terroriste. 